# Jorge Ormos
Jorge Ormos Grozzi nacido como György Ormós (Imperio austrohúngaro, 2 de mayo de 1914-Toronto, 4 de enero de 2013 ) fue un exjugador, profesor de educación física y entrenador de fútbol húngaro, que dirigió diversos clubes en Chile y Argentina.

## Carrera profesional
Dirigió a Green Cross en 1951 y 1952, después entre 1953 y 1954 se hizo cargo de la Universidad de Chile  en dicho período Ormos hizo debutar en el profesionalismo a Leonel Sánchez el 13 de septiembre de 1953 en un partido frente a Everton de Viña del Mar que terminó con empate 1-1; Entre 1956 y 1957 entrenó a Universidad Católica en su retorno a la primera división tras la campaña de William Burnikell, su paso está señalado por la transferencia de Sergio Livingstone a Colo-Colo y en 1958, año en que se fue a dirigir a Gimnasia y Esgrima La Plata de Argentina.

## Trayectoria
| Club                 | País      | Año       |
| -------------------- | --------- | --------- |
| Green Cross          | Chile     | 1951-1952 |
| Universidad de Chile | Chile     | 1953-1954 |
| Universidad Católica | Chile     | 1956-1957 |
| Gimnasia y Esgrima   | Argentina | 1959      |

| Predecesor: Miguel Busquets | Entrenador de la Universidad de Chile 1953-1954 | Sucesor: Luis Álamos |